# Ангус Скрімм
Ангус Скрімм (англ. Angus Scrimm; 19 серпня 1926 — 9 січня 2016) — американський актор.

## Біографія
Ангус Скрімм народився 19 серпня 1926 року в Канзас-Сіті, штат Канзас. Ще в підлітковому віці переїхав до Каліфорнії, де вступив до Університету Південної Каліфорнії де вивчав драму. Однак ще на першому семестрі захворів туберкульозом і був змушений витратити на лікування два роки, під час яких вивчав шедеври світових класиків.

## Кар'єра
Після закінчення навчання, його першою професійною акторською роботою була роль Авраама Лінкольна в серії коротких біографічних фільмів для Британської енциклопедії в 1951 році. Був журналістом, писав для таких журналів, як TV Guide, Cinema Magazine, Los Angeles Herald-Examiner та безлічі інших видань. Також він писав анотації до обкладинок багатьох грамплатівок і компакт-дисків для таких артистів, як Френк Сінатра, The Beatles, Артур Рубінштейн, Іцхак Перлман. За свої анотації Скрімм був удостоєний премії «Греммі».
Акторську кар'єру у великому кіно Ангус продовжив у 1970-х роках. В цей час він зустрів молодого режисера Дона Коскареллі, який запропонував взяти участь у фільмі «Найкращий у світі Джим» (1976). Потім зіграв ще більш значущу роль Високого Чоловіка у фільмі жахів «Фантазм» (1979), який став класикою жахів. Маючи зріст близько 193 см, щоб зробити свій персонаж ще вище, він носив костюм на кілька розмірів менше і туфлі на платформі. Зіграна роль забезпечила Ангусу стабільну акторську кар'єру в кіно і на телебаченні.
Ангус Скрімм помер 9 січня 2016 року в Лос-Анджелесі, штат Каліфорнія.

## Фільмографія
| Рік       |    | Українська назва              | Оригінальна назва                       | Роль                                          |
| --------- | -- | ----------------------------- | --------------------------------------- | --------------------------------------------- |
| 1973      | ф  | Солодке вбивство              | Sweet Kill                              | Генрі                                         |
| 1973      | ф  | Метью                         | Scream Bloody Murder                    | доктор Епштейн                                |
| 1976      | ф  | Найкращий у світі Джим        | Jim, the World's Greatest               | батько Джима                                  |
| 1977      | ф  | Обойма драйву                 | A Piece of the Action                   | чернець                                       |
| 1978      | с  | Медексперт Квінсі             | Quincy M.E.                             | виконавчий                                    |
| 1978      | с  | Проєкт Н.Л.О.                 | Project U.F.O.                          | Малан                                         |
| 1978      | тф | Секрети трьох голодних дружин | Secrets of Three Hungry Wives           | гість                                         |
| 1979      | с  |                               | Salvage 1                               | доктор НАСА                                   |
| 1979      | ф  | Фантазм                       | Phantasm                                | Високий Чоловік                               |
| 1980      | ф  | Відмине зілля                 | Witches' Brew                           | Карл Гротон                                   |
| 1981      | с  | Діснейленд                    | Disneyland                              | Еліас Дісней                                  |
| 1984      | с  | Мисливець Джон                | Trapper John, M.D.                      | волоцюга                                      |
| 1984      | ф  | Втрачена імперія              | The Lost Empire                         | Доктор Сін До / Лі Чак                        |
| 1985      | ф  | Перший удар                   | First Strike                            | капітан радянського есмінця                   |
| 1986      | ф  | Роботи-вбивці                 | Chopping Mall                           | доктор Каррінгтон                             |
| 1988      | ф  | Фантазм 2                     | Phantasm II                             | Високий Чоловік                               |
| 1989      | ф  | Поворот на Трансільванію      | Transylvania Twist                      | Стефен                                        |
| 1989      | с  |                               | The Nutt House                          | Смерть                                        |
| 1991      | ф  | Підвиди                       | Subspecies                              | Король Владислав                              |
| 1992      | ф  | Манчі                         | Munchie                                 | трунар                                        |
| 1992      | ф  | Помутніння розуму             | Mindwarp                                | Провидець / Системний оператор                |
| 1993      | ф  | Смертельне падіння            | Deadfall                                | доктор Лайм                                   |
| 1994      | ф  | Фантазм 3: Повелитель мертвих | Phantasm III: Lord of the Dead          | Високий Чоловік                               |
| 1994      | ф  | Манчі завдає удар             | Munchie Strikes Back                    | Кронас                                        |
| 1996      | ф  | Екран-убивця                  | Fatal Frames - Fotogrammi mortali       | чоловік у сірому                              |
| 1996      | в  | Вампірелла                    | Vampirella                              | старійшина                                    |
| 1997      | ф  | Виконавець бажань             | Wishmaster                              | оповідач                                      |
| 1998      | ф  | Фантазм 4: Забуття            | Phantasm IV: Oblivion                   | Високий Чоловік / доктор Джебедія Морнінгсайд |
| 1998—1999 | с  | Поза віри: правда чи вигадка  | Beyond Belief: Fact or Fiction          | Піт Рінгуолд                                  |
| 2000      | ф  |                               | Bel Air                                 | фотограф                                      |
| 2001      | с  |                               | FreakyLinks                             | Вілсон Ешкрофт                                |
| 2001      | с  | Кімната кошмарів              | The Nightmare Room                      | Володар долі                                  |
| 2001—2005 | с  | Шпигунка                      | Alias                                   | Кальвін Маккалоу                              |
| 2002      | ф  |                               | Legend of the Phantom Rider             | проповідник                                   |
| 2003      | с  | Джерсі                        | The Jersey                              | Мерлін                                        |
| 2003      | с  | Любов на шістьох              | Coupling                                | Менні                                         |
| 2004      | ф  |                               | The Off Season                          | Тед                                           |
| 2005      | с  | Майстри жахів                 | Masters of Horror                       | Бадді                                         |
| 2006      | кф | Роберт і Тереза               | Robert and Theresa                      | Вільям                                        |
| 2006      | ф  | Сатанізм                      | Satanic                                 | доктор Барбарі                                |
| 2006      | ф  | Автомати                      | Automatons                              | Науковець                                     |
| 2008      | ф  | Червоний 71                   | Red 71                                  | коронер                                       |
| 2008      | ф  | Продавець мертвих             | I Sell the Dead                         | доктор Квінт                                  |
| 2009      | кф | Космонавт на Землі            | Spaceman on Earth                       | містер Гроуч                                  |
| 2010      | ф  | Сатана тебе ненавидить        | Satan Hates You                         | доктор Майкл Габріель                         |
| 2011      | с  | Фатальні красуні              | Femme Fatales                           | доктор Чандлер                                |
| 2012      | ф  | У фіналі Джон помре           | John Dies at the End                    | отець Шеллнат                                 |
| 2013      | кф |                               | The Trick Is the Treat                  | 1                                             |
| 2014      | ф  | Учні                          | Disciples                               | Вінстон                                       |
| 2015      | ф  | Слендер                       | Always Watching: A Marble Hornets Story | психічно хворий                               |
| 2016      | ф  | Фантазм 5                     | Phantasm: Ravager                       | Високий Чоловік                               |